# Antonio Calcagni
Pour les articles homonymes, voir Calcagni.
Antonio Calcagni (né Antonio di Bernardino Calcagni à Recanati en 1536 et mort à Recanati en 1593) est un sculpteur et fondeur italien.

## Biographie
Formé à l'atelier des Lombardi de Recanati, il commence par compléter la statue de Grégoire XIII (1574) dont la construction a été initiée par Ludovico Lombardi à Ascoli Piceno. 
Puis il restaura et dirigea le traitement des œuvres pour la basilique de Lorette.
Antonio Calcagni collabore ensuite avec Tiburzio Vergelli et Lombardo fondeurs de l'école de Recanati.
À partir de 1580, débute une collaboration entre Calcagni et le jeune Tiburzio Vergelli, avec lequel il créa les "Apôtres" en argent, détruits en 1797 durant la campagne napoléonienne. (cf.Spoliations napoléoniennes)
Cette collaboration offrira également la décoration de la "Chapelle de la Massilla" dans la basilique de Lorette. 
L'association entre les deux s'arrête après la construction du Monument à Sisto V en 1587 sur la place de la Madone, toujours à Lorette. 
Antonio Calcagni est décédé en 1593 après avoir préparé les modèles pour la porte monumentale de la basilique de Lorette, complétée par son neveu Tarquinio Jacometti et Sebastiano Sebastiani, tous deux élèves de Calcagni.

## Œuvres
- Monument du cardinal Niccolò Caetani de Sermoneta (1580) Basilique de la Sainte Maison, Loreto
- Retable d'autel en bronze avec déposition, basilique, chapelle de Massilla, Loreto
- Médaillon avec portrait de Barbara Massilla, Basilique, Cappella Massilla, Loreto
- Portrait du père Dantini, église de Sant'Agostino, Recanati
- Vierge à l'enfant, Villa Coloredo Mels, Recanati
- Ciborium, exécuté pour Recanati, est maintenant aliéné
- Monument à Sixte V (1587), place de la Madonne, Loreto
- Monument en bronze d'Agostino Filago (1592), basilique de la Santa Casa, Loreto
- Porte monumentale de gauche, basilique de la Sainte Maison, Loreto

## Galerie

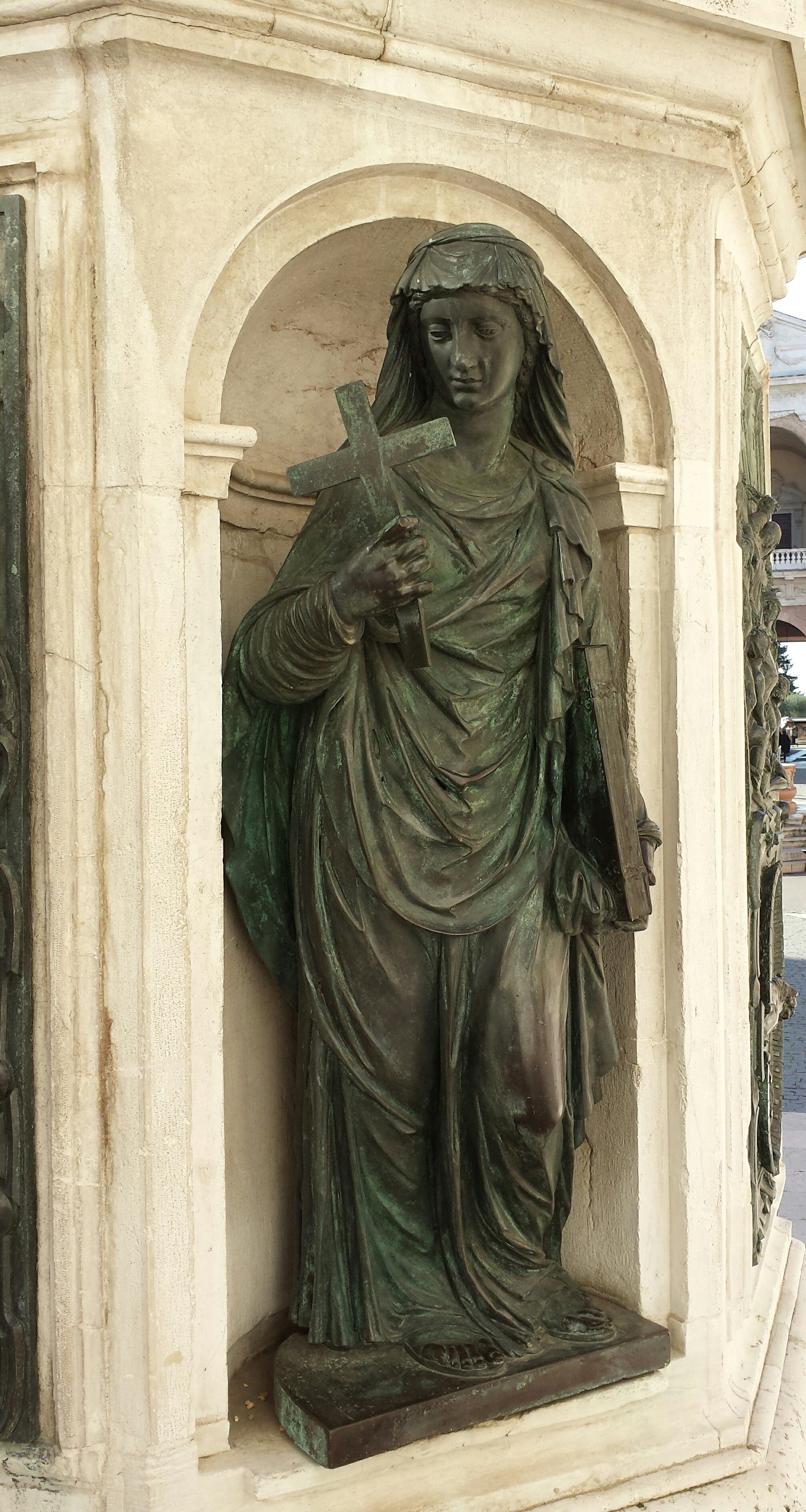
La foi, Antonio di Bernardino Calcagni
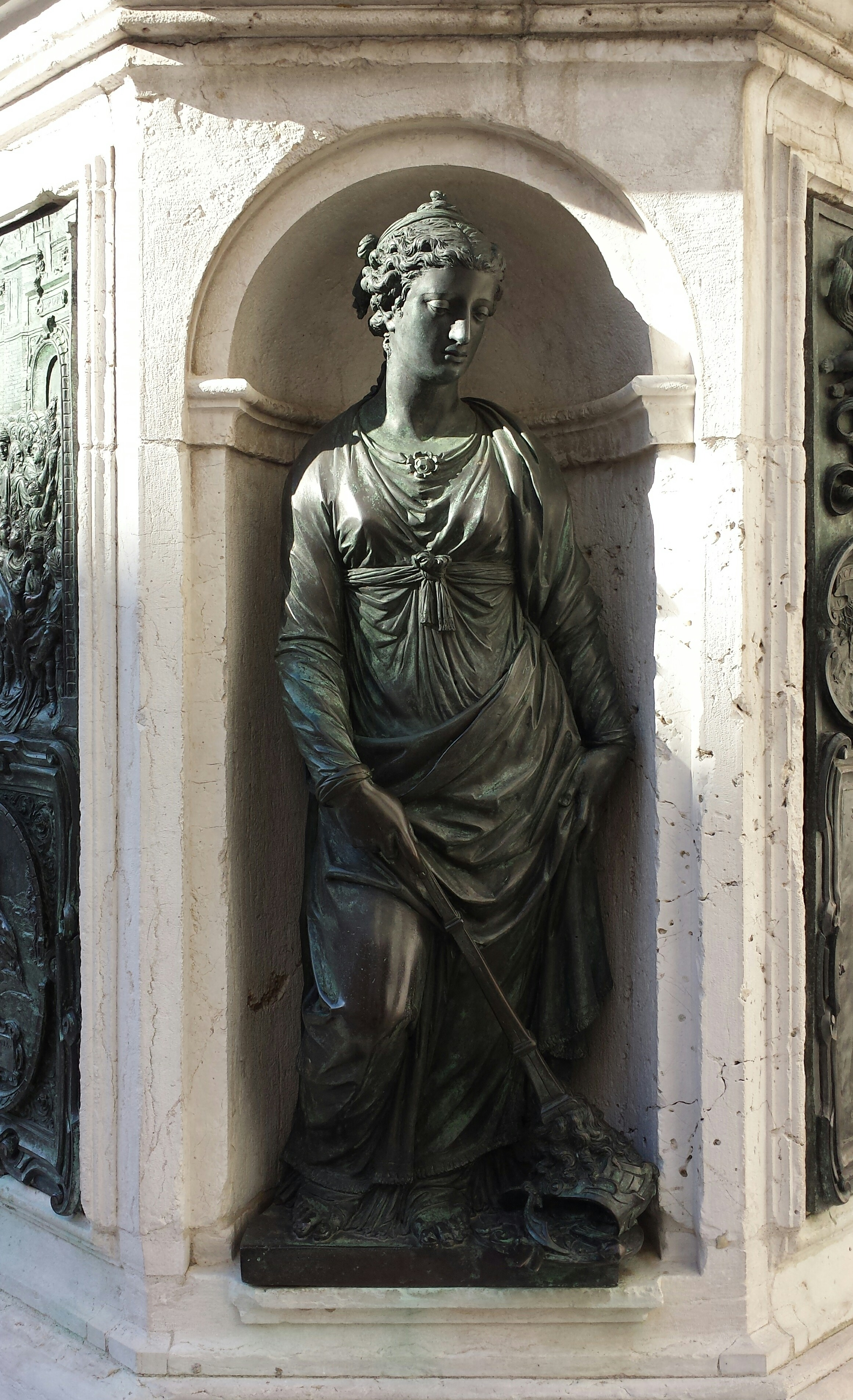
La Paix, Antonio di Bernardino Calcagni
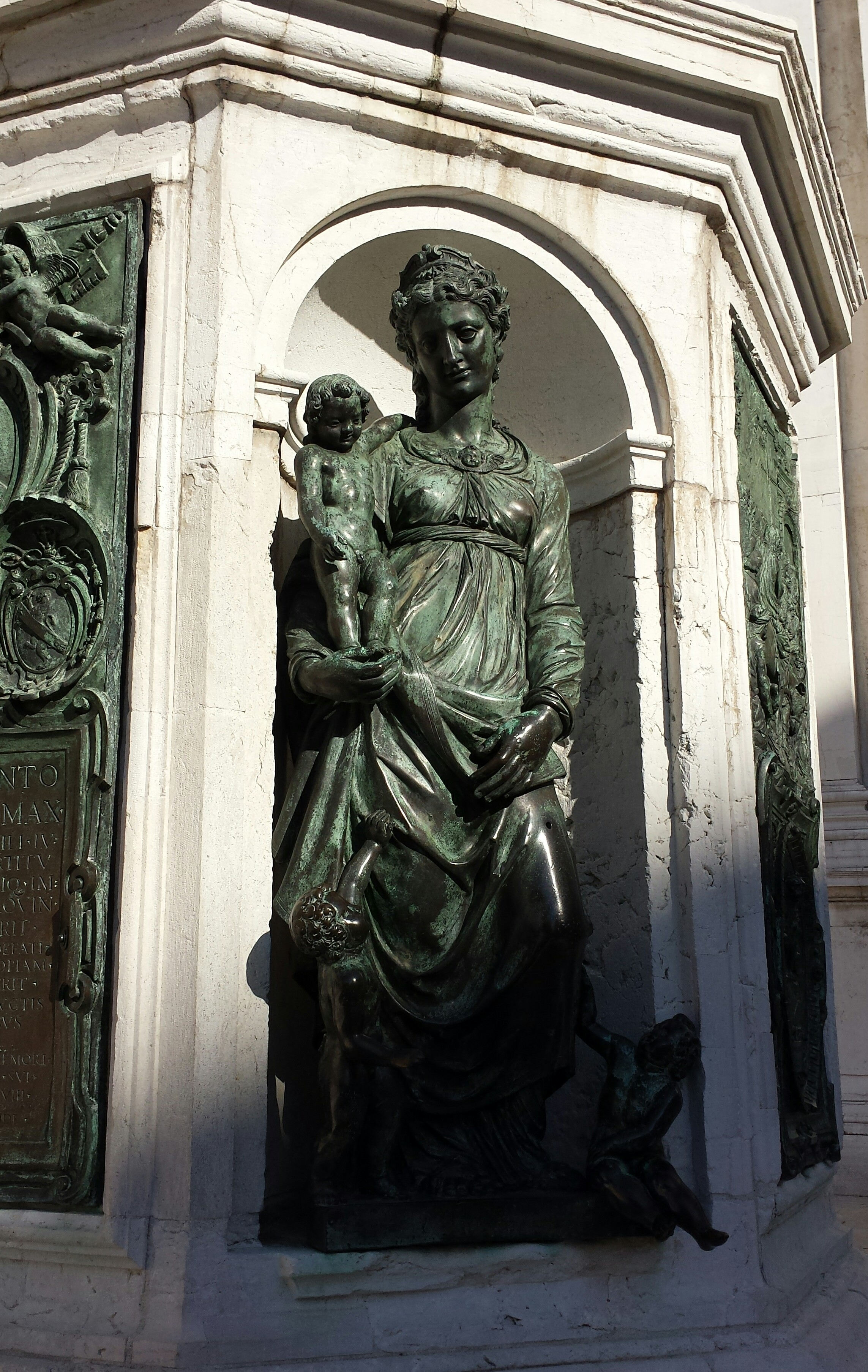
La Charité, Antonio di Bernardino Calcagni
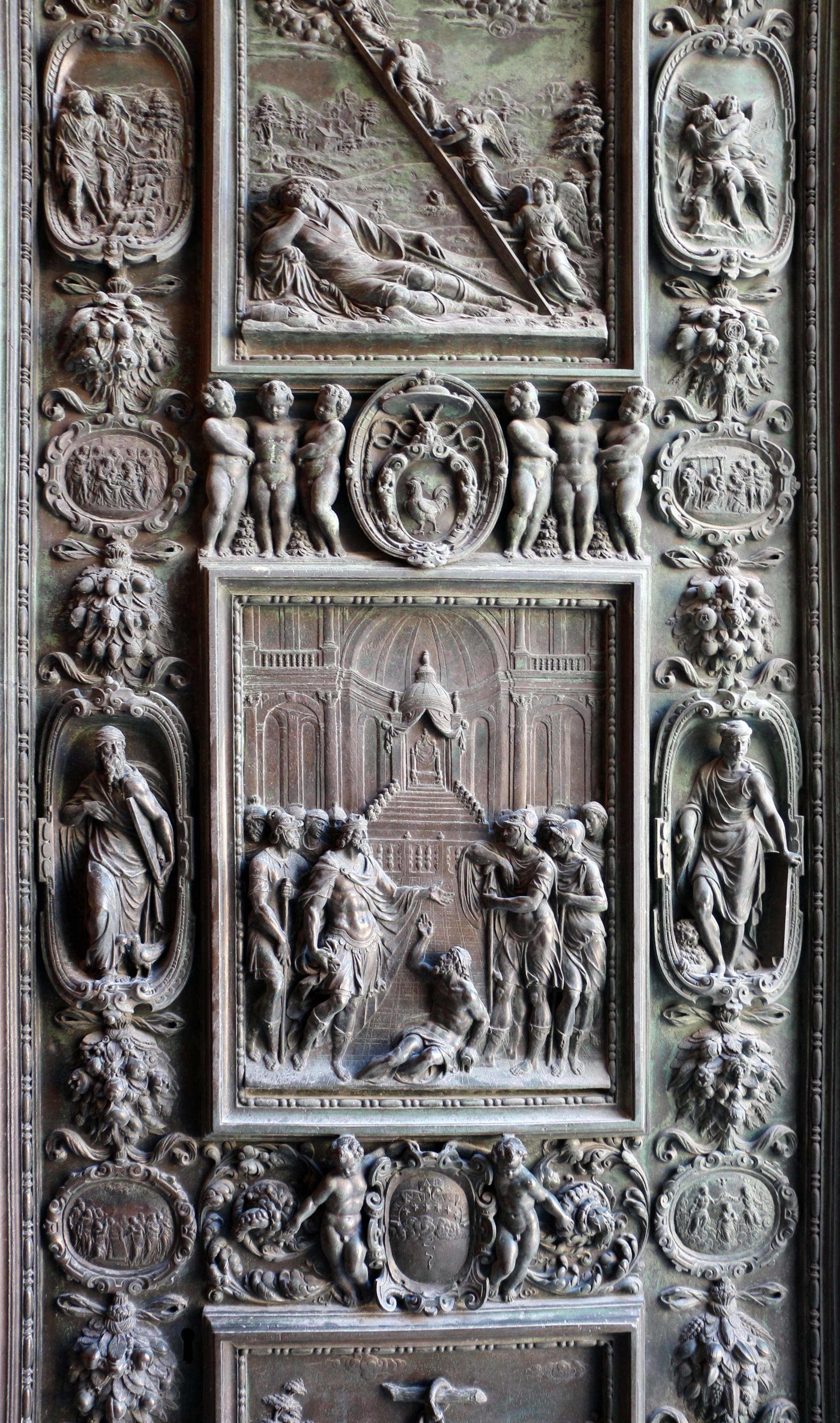
Trône de Salomon, porte du Sanctuaire, Antonio Calcagni
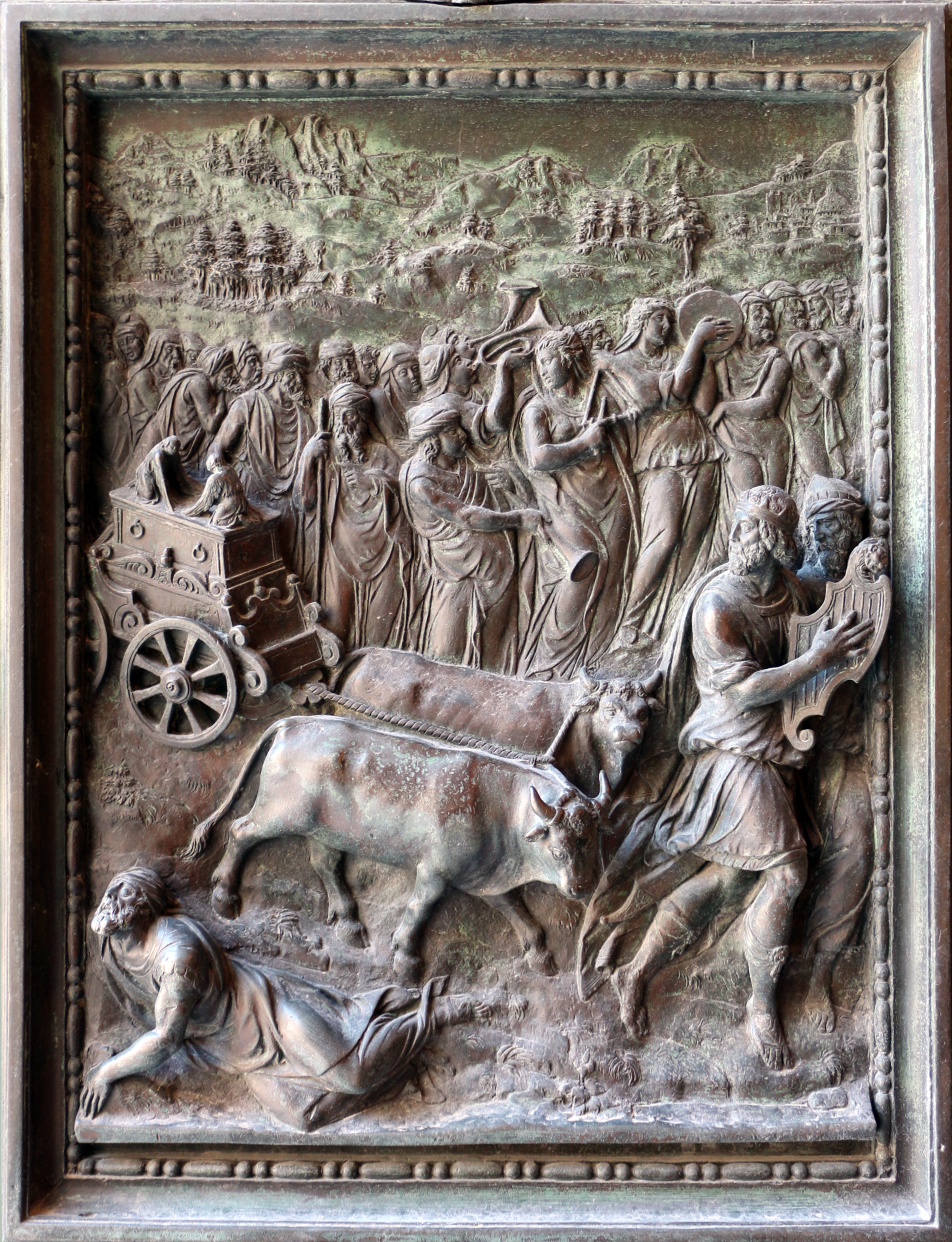
Porte du sanctuaire de Lorette (détail)
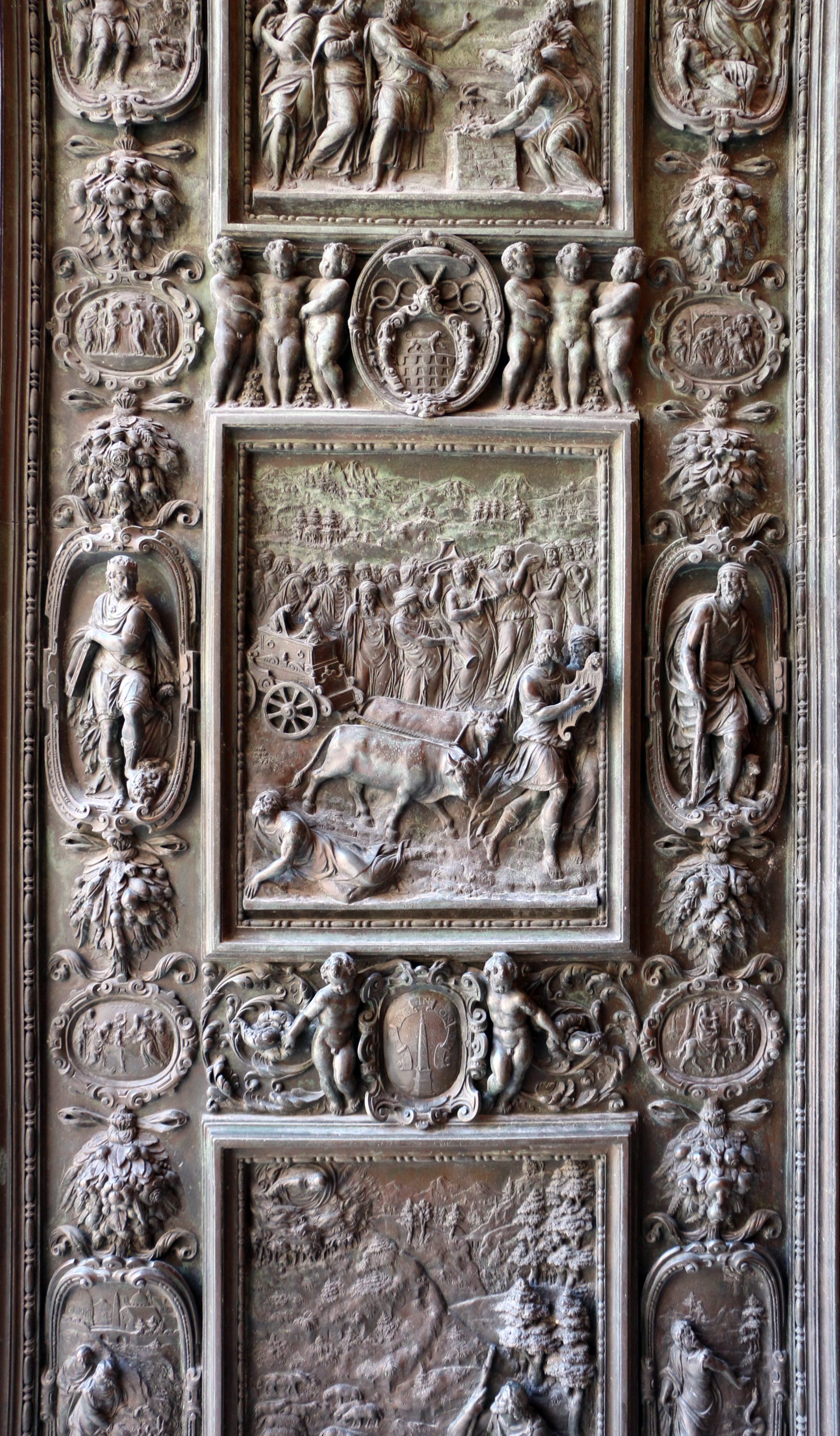
Transport de l'Arche et danse de David, Antonio Calcagni
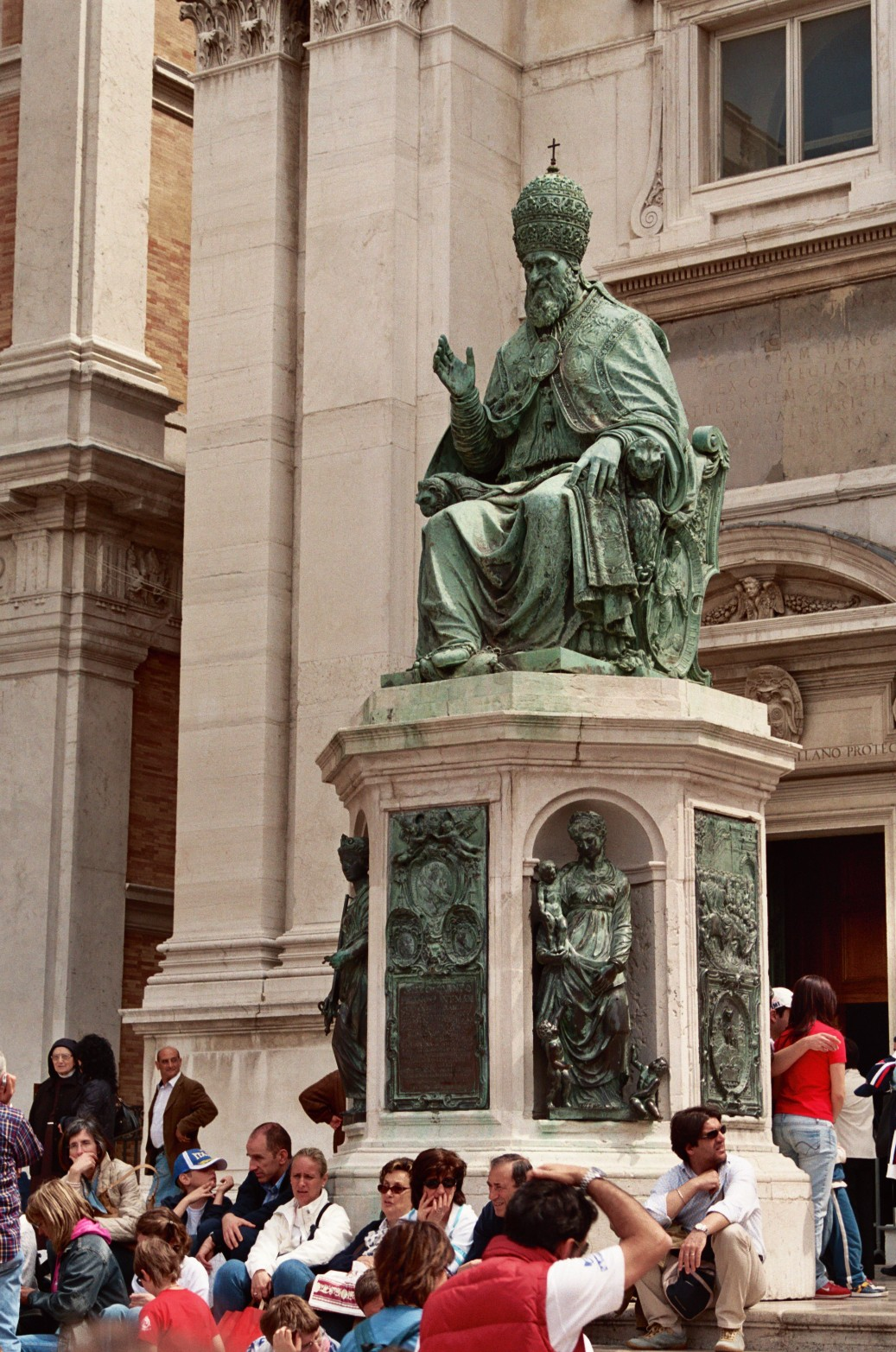
Statue de Sixte V
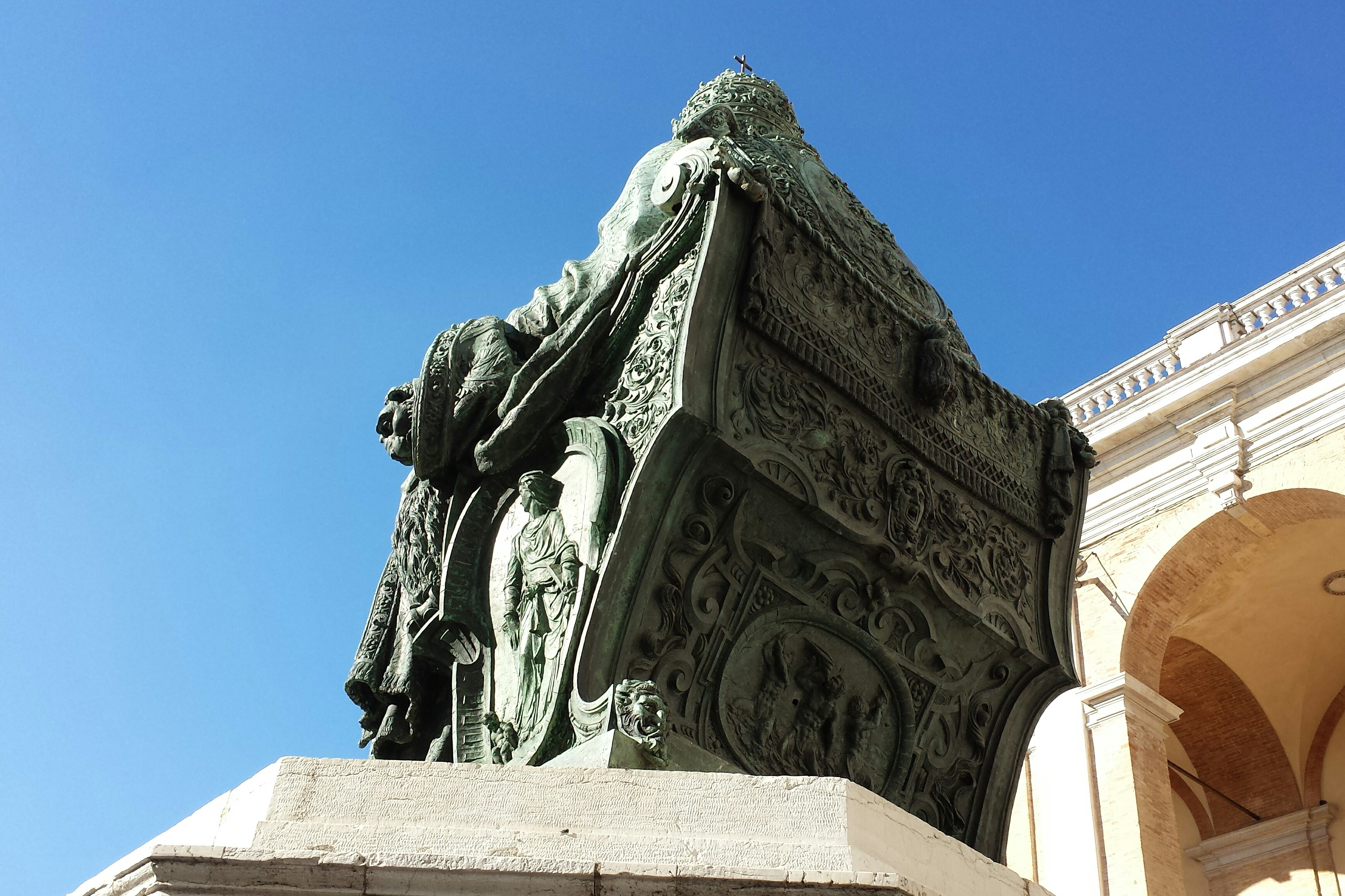
Autre vue de la Statue de Sixte V.
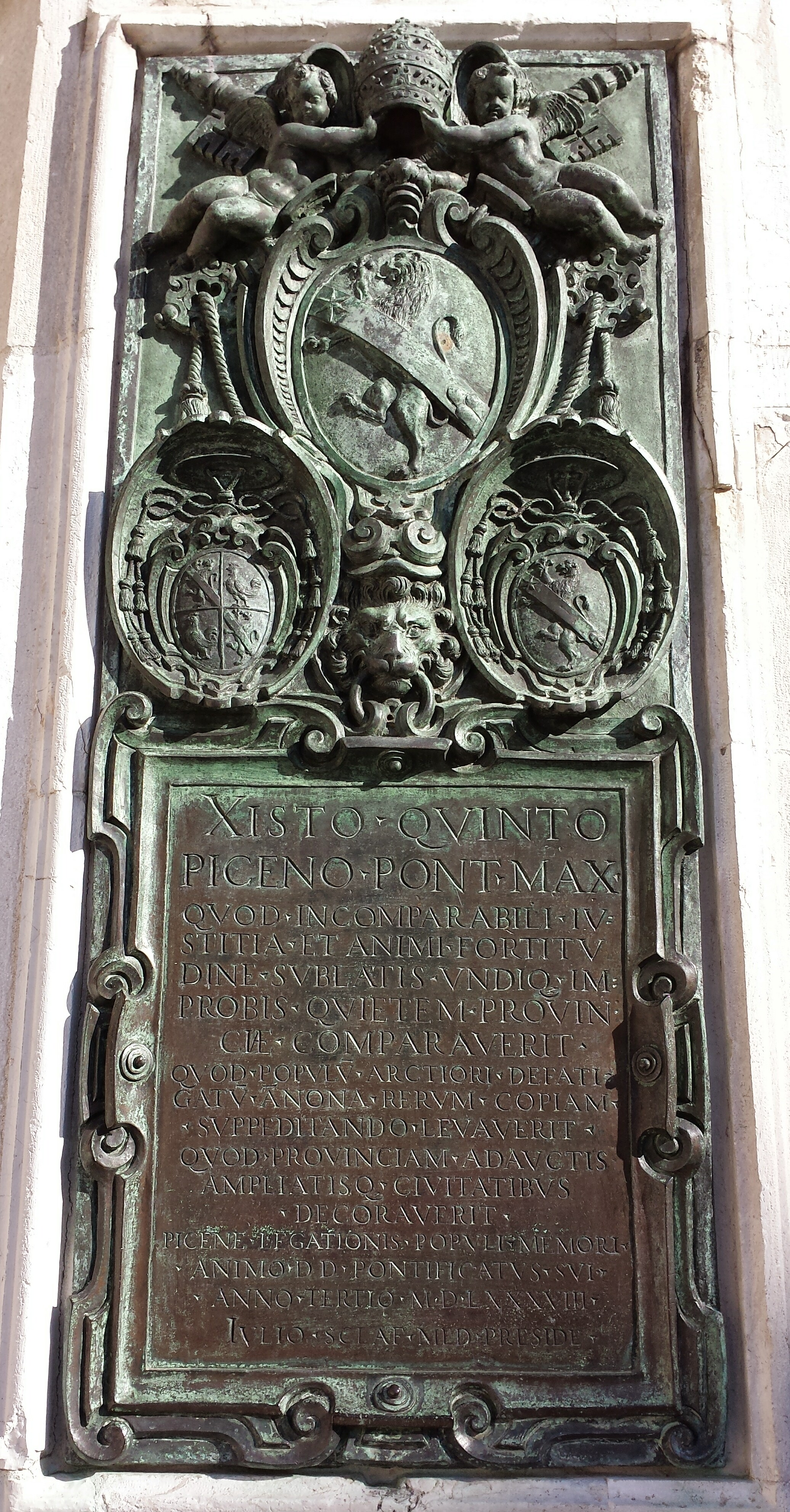
Epigraphe de la Statue par Calcagni